# Alcyonium aspiculatum
Alcyonium aspiculatum är en korallart som beskrevs av Tixier-Durivault 1955. Alcyonium aspiculatum ingår i släktet Alcyonium och familjen läderkoraller. Inga underarter finns listade i Catalogue of Life.